# Chamarel

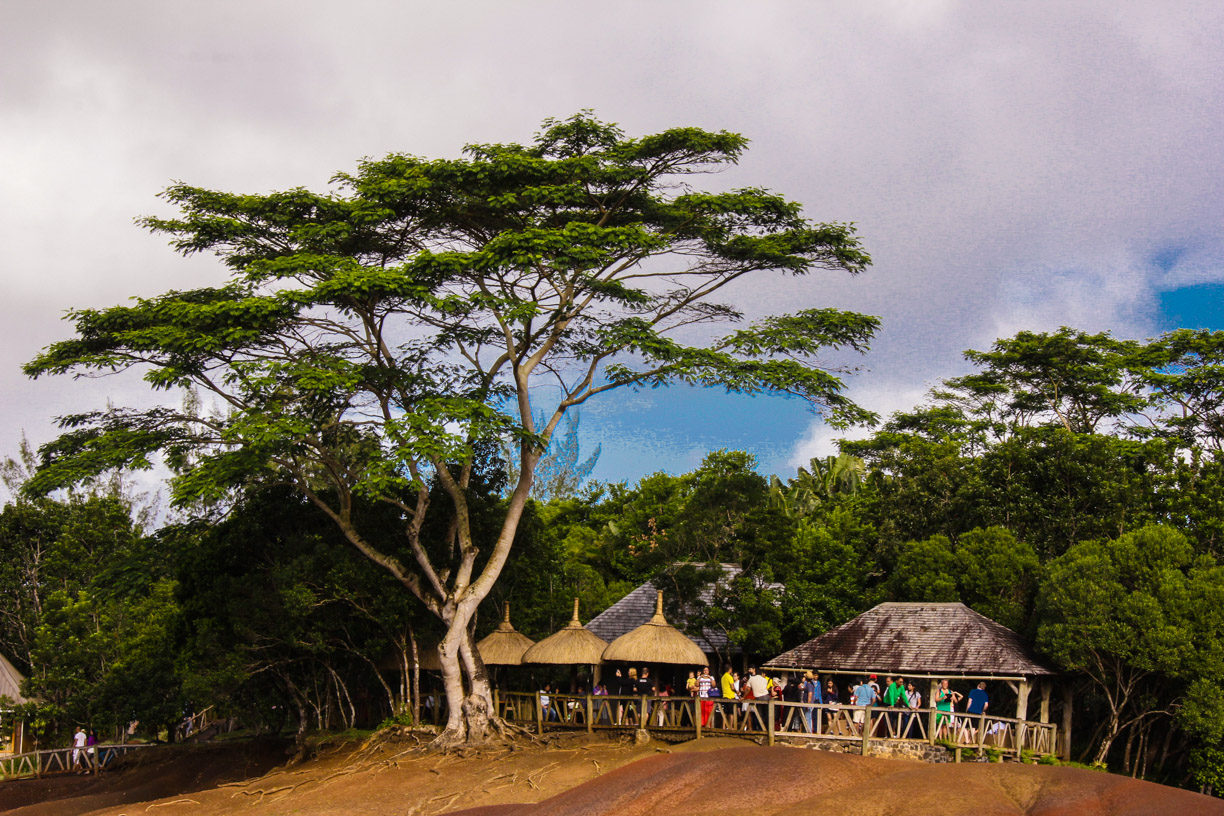
Chamarel

Chamarel es una villa en Mauricio ubicada en el Distrito de Rivière Noire, la zona este de la villa se encuentra en el Distrito de Savanne. La villa es administrada por el Consejo de la Villa de Chamarel bajo la supervisión del Consejo del Distrito de Rivière Noire.
Es conocida por sus hermosos paisajes y las atracciones naturales en su vecindad, entre las que se cuentan las Tierras de los siete colores, la cascada Chamarel y el Parque nacional Gargantas del Río Negro. En la región en sus cercanías se cultiva café. La iglesia de Santa Ana en Chamarel fue construida en 1876, y cada 15 de agosto recibe la peregrinación de la Asunción de María, durante estos días también se desarrolla una feria en la villa.

## Geografía
La villa de Chamarel se encuentra en las colinas occidentales en la costa oeste de Mauricio a una altitud de unos 260 m entre los distritos de Savanne y Rivière Noire donde se forman cascadas en el río du Capano cuando fluye por un anfiteatro de rocas escarpadas. En una plateau boscoso. La villa se destaca por su "ambiente bucólico y brisas frescas". Se encuentra a 6 km de la costa. En el bosque en sus cercanías abundan las tortugas.
Su población apenas alcanza 783 habitantes (censo 2011). Los criollos constituyen la mayoría de la fuerza trabajadora en la villa. La gente de la villa se ha acostumbrado a preservar el entorno natural ya que el mismo les provee en parte el sustento mediante la realización de actividades de turismo étnico; la gastronomía criolla y los grupos de música Rasrafarin y Natir promueven tradiciones culturales populares en la villa.

## Historia
La villa de Chamarel fue nombrada en honor al francés  Charles Antoine de Chazal de Chamarel, quien vivió por la zona hacia el 1800. Toda la zona que hoy ocupa la villa le pertenecía. Mathew Flinders quien fue capturado en Mauricio durante las Guerras Napoleónicas fue huésped de Chamarel en su explotación agrícola. Los residentes locales denominan a esta zona el "Valle de los Negros".

## Economía
En torno a la villa hay plantaciones de caña de azúcar, piñas y cafetales. El camino a la cascada se encuentra flanqueado por plantaciones de cafeto arábigo y palmeras.